# 肝っ玉かあさん
『肝っ玉かあさん』（きもったまかあさん）は、1968年から1972年までTBS系で全3シリーズにわたって放送されたテレビドラマ。通算放送回数は全117回。石井ふく子プロデューサーが主役に抜擢した京塚昌子が、太った体を生かし「少しおっちょこちょいだがしっかり者の母親」を演じた。30%前後の視聴率を誇り、後の『ありがとう』や『渡る世間は鬼ばかり』に通じる人気路線の先駆けとなった。
過去にはTBSチャンネルで第3シリーズの再放送があったが、2016年10月3日から11月23日までBS12 トゥエルビにて、唯一のカラー放送である第3シリーズが実に45年ぶりに再放送されていた（毎週月曜日から金曜日の20時〜）。

## 放送データ
- 放送期間（回数）
  - 第1シリーズ：1968年4月4日-11月28日（全35回、モノクロ）
  - 第2シリーズ：1969年4月3日-1970年1月29日（全44回、モノクロ）
  - 第3シリーズ：1971年5月6日-1972年1月20日（全38回、カラー）…クレジットタイトルでは第1シリーズからの通し回数の第80回から始まる。
- 放送時間：毎週木曜日 20:00-20:56
- 放送形態： スタジオドラマ

放送された当時はVTRが2インチ規格で、機器・テープとも大型・高価だったうえ、著作権法の影響などで番組の資料保存が安易にできなかった事情から、映像が現存しているのはテレパック製作分の第3シリーズのみである。

## 内容
大正五三子は、女手一つで原宿で蕎麦屋「大正庵」を切り盛りしている。長男・一は清田綾と結婚し、長女・三三子は看護学校に通っている。清田家や大正庵の従業員たちも巻き込み、様々な騒動が起きるが、明るく前向きに解決していく姿を描いた。

## 出演・キャスト

### 大正家
- 大正五三子（京塚昌子）…名前は「いさこ」と読む。女手ひとつで子供二人を育てながら、蕎麦店「大正庵」を切り盛りしてきたことから「肝っ玉かあさん」の異名をとる。昔気質で頑固なところもあるが、人情味豊かで涙もろい性格から、大正庵の従業員たちにも「女将さん」と呼ばれ慕われている。生きがいは仕事と孫。夫とは戦後まもなく死別している。
- 大正一（山口崇）…五三子の長男。会社員だったが、第3シリーズで脱サラして実家に同居し「大正庵」で働くように。子煩悩である。
- 大正綾（長山藍子）…一の妻。旧姓清田。女性雑誌の編集者だったが後に編集長に昇進。九子のことでは五三子ともめることが多いが、お互いに信頼しており五三子のことを頼りにしている。一を慕っている節がある葉麻のことをあまり快く思っていない。
- 大正三三子（沢田雅美）…五三子の長女で一の妹。名前は「みみこ」と読む。飾り気がなくさっぱりした性格。難関を突破し大学試験に合格するが、看護師に憧れ、看護学校へ。のちに「梅本病院」に就職する。
- 大正九子（細川美恵）…名前は「ひさこ」と読む。一・綾夫婦のひとり娘。第3シリーズから市丸幼稚園に通う。

### 大正庵
- 堀川長吉（佐野浅夫）…「大正庵」の職人で、五三子の亡き夫の頃から働いているベテラン。五三子や従業員からは「長さん」と呼ばれている。典型的な江戸っ子気質で、妻であるとみとは年中喧嘩ばかりしているが、内心は大切に思っている。
- 堀川とみ（長谷川裕見子）（第1シリーズのみの出演）（乙羽信子）（第3シリーズからの出演）…「大正庵」の従業員で長吉の妻。五三子の従姉妹でもあり、一番の理解者でもある。五三子のことを「いさちゃん」と呼ぶ。長吉とは夫婦喧嘩が絶えないが心底惚れている。
- 佐々木葉麻（中原ひとみ）…「大正庵」の従業員。物腰柔らかな薄倖の美人。仕事で多忙な綾の代わりに九子の面倒も見る。一の幼馴染で一の結婚後も彼を慕っている節がある。後に一平が新たに東京で出店するのを機にそちらへ移った。
- 近藤本子（結城美栄子）… 第105回まで出演。「大正庵」の従業員。愛称は「ポンちゃん」。楽天的かつ頑健で、仕事を終えた後は夜鳴きそばの屋台も出店。信州出身で葉麻と共に「大正庵」に起居している。のちに結婚を機に大正庵を退職し、帰郷する。
- 小林健次→堀川健次（岡本信人）…「大正庵」の従業員（出前持ち）。東北出身の孤児で堀川家に起居。いつも肩から提げたラジオをイヤホンで聞いている。調子が良くそそっかしい一面もあるが、明るく素直な性格から長吉夫婦や五三子たちに可愛がられている。三三子に片想い中。後に長吉夫婦の養子となる。
- 木下杖（小鹿ミキ） … 第101回から出演。名前は「まもる」と読む。大正家の親戚で高松から上京し「大正庵」で働くことになるが、怠惰で「大正庵」の人々を困らせる。
- 勇子（佐藤耀子）… 第107回から出演。杖の高松での子分で「大正庵」に居ついてしまうが、働き者で杖の分を補って余りある働きをする。

### 清田家
- 清田保文（千秋実）…綾の父。大手銀行の日本橋支店長。下北沢に住んでいることから「大正庵」の人間からは「下北沢のお父さん」と言われている。職場や子供たちには良き上司・父親だが、気が短い上、極度の亭主関白であるため、八重とは四六時中喧嘩が絶えず、圭司夫婦、果ては「大正庵」にまでその被害が及んでいる。喧嘩するときは舌打ちを頻発する。口癖は（八重に対する）「バカモノ！」「何だ！」「ウルサイ！」
- 清田八重（山岡久乃）…綾の母。典型的な山の手婦人。天然ボケの入ったおっとりした性格で、まったく気が利かない。保文との夫婦喧嘩ではよく圭司夫婦に泣きつく。夫婦喧嘩や勘違いから、その度に五三子や綾にも迷惑をかけているが、本人はまるでその自覚がない。口癖は「どっこいしょ」。
- 清田圭司（松山英太郎）…綾の弟。結婚後は妻の父が経営していた食事処「丸平」を引き継ぐ。優しい性格で何よりも千津を愛している。母の八重に四六時中振り回されており、辟易している。
- 清田千津（松尾嘉代→上村香子‐第97回から交代）…旧姓松下。結婚に際しては騒動もあったが現在は圭司とともに「丸平」を経営し、夫婦仲は良好。悩みは姑である八重との関係、一平の老後、圭司との間に子供が授からないこと。

### 丸平
- 松下一平（伊志井寛）…千津の実父。千津が生まれた直後に徴兵され、戦死したと思われていた。が、戦後復員したところ、すでに妻が実弟と結婚しており自ら身を引いたという哀しい過去を持つ。そのため長らく千津と音信不通だった。千津が圭司と結婚してからは自身が経営していた「丸平」を娘夫婦に譲り、京都で新たな事業を展開。苦労人であるため人間が出来ており、また娘思いで人一倍涙もろい。
- 近藤松夫（矢野間啓治）…「丸平」の従業員で、一平が「丸平」を経営していた頃から勤めている。「大正庵」の近藤本子は姉。一平が新たに東京で出店した際にはそちらに移った。

### 梅本病院
- 梅本院長（松村達雄）…「大正庵」の近所で、三三子が勤める「梅本病院」の院長。口は悪いが、気さくで憎めない人物。五三子とは昔からの馴染であり「婆さん！」と呼んで何かと彼女の所へグチりに訪れる。しかし五三子との再婚を勧められたときは「バカにするな」と本気で怒っていた。娘婿の下元に対し、一人娘を取られた焼きもちから小言を言うことが多い。特に『忍』と史朗が呼び捨てにすることを快く思っておらず、『さん』付けで呼ばせている。
- 下元忍（香川京子）…梅本院長の一人娘。父親の後を継ぎ小児科医になるが、梅本病院に勤務していた年下の医師・下元史朗と結婚。やがて父親の反対を押し切って、下元と一緒に岩手へ赴任するも、第3シリーズでは夫婦揃って再び梅本病院に帰ってくる。世話の焼ける父親と夫に気苦労が絶えない。ハキハキとした性格で自分の意思をしっかりと通す。
- 下元史朗（新克利）…忍の夫。忍と結婚後に、乞われて岩手の無医村に赴任する。性格は明朗快活な体育会系だが配慮に欠けるところがある。そのためか舅の嫌味に気付かない。年上女房の忍には頭を抑えられがちである。

### 市丸幼稚園
- 市丸民三（児玉清）（第3シリーズから登場）…楽天的な道楽者で、大学を8年かかって卒業した。三十路を迎えた現在も学生気質が抜けず、妹から説教を食らうこと多数。調子のいいところがあり、時折典子や妹にそこを利用される。典子に惚れられ、本人はまんざらでもない様子だったが、結婚した。
- 市丸実美（波乃久里子）（第3シリーズから登場）…体調を崩した母の後を継ぎ、市丸幼稚園を切り盛りしている。兄・民三が悩みのタネ。

### その他
- 竹山典子→市丸典子（佐良直美）三三子の親友で大学生。名前は「のりこ」だが三三子や民三からはニックネームで「てんこ」と呼ばれる。明るく行動的だが、少々そそっかしい一面も。実は良家の子女である。民三に惚れ、後に結婚した。
- 竹山光子（一の宮あつ子）典子の母。
- 竹山泰三（清水元）典子の父。
- 堂本大吉（山内明）一平の兵隊時代の部下。「丸平」の元職人。昌子と結婚し、現在は仙台在住。
- 堂本昌子（中村メイコ）一平の姪。綾が勤務する出版社の編集長。後に大吉と結婚し、仙台の実家（蒲鉾屋）へ。
- 田中公一（関口守）三三子のボーイフレンド。
- 田中春子（宝生あやこ）公一の母。
- 加藤伸子（新田勝江）綾が勤務する出版社の部下。
- 吉沢秀夫（光枝明彦）勉の父。妻とは死別。死別した妻は典子の従姉妹。
- 吉沢勉（児玉裕一）九子が通う幼稚園のクラスメイト。
- 品子（七尾伶子）「クリーニング洗陽舎」を夫婦で切り盛りしている。
- 六助（冷泉公裕）「クリーニング洗陽舎」従業員。健次の親友。
- 戸並先生（戸川幸夫）小説家。文学賞受賞パーティを主催する。特別出演。

など。

## エピソード
カルピス（当時の本社は舞台と同じ渋谷区）がスポンサーで、劇中ではカルピスが頻繁に登場した。梅本院長が蕎麦を食べながらカルピスを飲むという場面だけでなく九子がカルピスの包装紙を幼稚園に持っていったり、どの家にもカルピスのカレンダーがかかっていた。

## スタッフ
- 作：平岩弓枝、向田邦子（平岩の代筆、クレジットなし）
- 演出：川俣公明
- プロデューサー：石井ふく子
- 音楽：平井哲三郎
- 主題歌：「肝っ玉かあさん」（作詞：平岩弓枝 / 作曲：いずみたく / 編曲：大柿隆 / 唄：佐良直美）
- 制作協力：東通
- 協力：日本麺類業組合連合会
- 制作：テレパック（第3シリーズのみ）、TBS

## 受賞
- 第5回期間選奨受賞
- 第6回放送批評家賞（ギャラクシー賞）
- 第7回期間奨励賞（出演・京塚昌子）
- 第7回放送批評家賞（ギャラクシー賞）
- 第11回期間選奨受賞（出演・山岡久乃）